# Oberwilzingen
Oberwilzingen ist ein Dorf mit 39 Einwohnern (Stand Mai 2021, Auskunft Bürgermeisteramt), das zur Stadt Hayingen gehört. Hayingen ist dem Landkreis Reutlingen  (Regierungsbezirk Tübingen) im Bundesland Baden-Württemberg angeschlossen und liegt im Bereich des Biosphärengebiets Schwäbische Alb.

## Lage
Das Dorf liegt südöstlich von Hayingen auf einer Hochfläche der Schwäbischen Alb über dem Tal der Großen Lauter auf 595 Meter Meereshöhe.
Oberwilzingen ist von sanft hügeligem, relativ wasserreichem und fruchtbarem Weide- und Ackerland (ca. 40 ha) umgeben. Diese landwirtschaftliche Nutzfläche wiederum ist umgeben von teilweise zum Dorf gehörenden Wäldern.
Zwischen Unterwilzingen und Oberwilzingen besteht heute keine weitere Verbindung mehr.

## Geologie
Im Süden von Oberwilzingen liegen einige Quellen (Schichtquellen), deren Wasserläufe sich zu einem Bach vereinen, der in nördlicher Richtung zum Tal der Großen Lauter fließt. Allerdings versickert der Bach manchmal am Talrand, so dass das zur Großen Lauter hinabführende Schneiderstal dann trocken bleibt. Die Ursache ist eine tiefliegende, großflächige Schicht aus Molasse im Dorfbereich, die aber am Talrand endet, weil dort der poröse Jurakalk beginnt und die Versickerung hervorruft.

## Geschichte

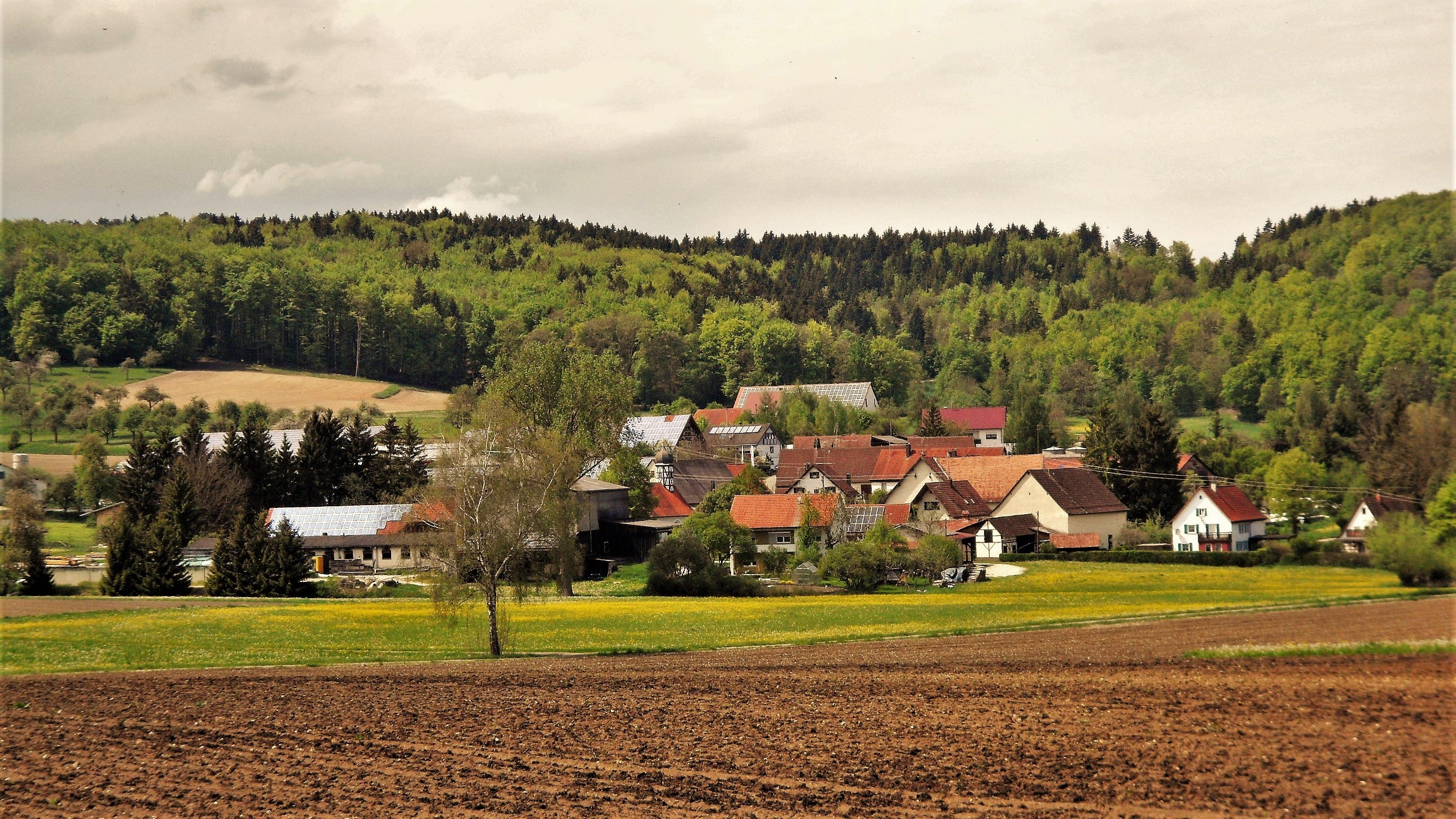
Oberwilzingen von Norden.

Das Dorf Oberwilzingen wurde schon um 805 genannt. Es war in dieser Zeit im Besitz des Klosters St. Gallen. Oberwilzingen gehörte dann nach mancherlei Besitzwechseln längere Zeit zum größten Teil dem Kloster Zwiefalten. Als dieses sich 1802 auflöste, wurde Oberwilzingen für kurze Zeit selbständige Gemeinde mit eigenem Schultheiß. Es wurde aber schon 1830 mit Hayingen verbunden, welches zum Oberamt Münsingen, später zum Landkreis Münsingen gehörte. Seit 1973 ist Hayingen und damit auch Oberwilzingen dem Landkreis Reutlingen angeschlossen.

## Gewerbe
Schon immer war Oberwilzingen ein landwirtschaftlich geprägtes Dorf, in welchem das umliegende Weide- und Ackerland zur Viehhaltung und Milcherzeugung genutzt wurde. Um 1910 wurden in Oberwilzingen jährlich bis zu 40.000 Liter Milch erzeugt, die verkauft wurden an die Molkerei Obermarchtal. Diese ließ die Milch vor Ort entrahmen, nahm den Rahm mit und gab die Magermilch an die Bauern zurück. Später wurde ein Teil der Weideflächen nach und nach zu Ackerflächen, auf welchen höherwertige Futtermittel für die Rinderhaltung angebaut wurden, um vermehrt auch Schlachtvieh verkaufen zu können.

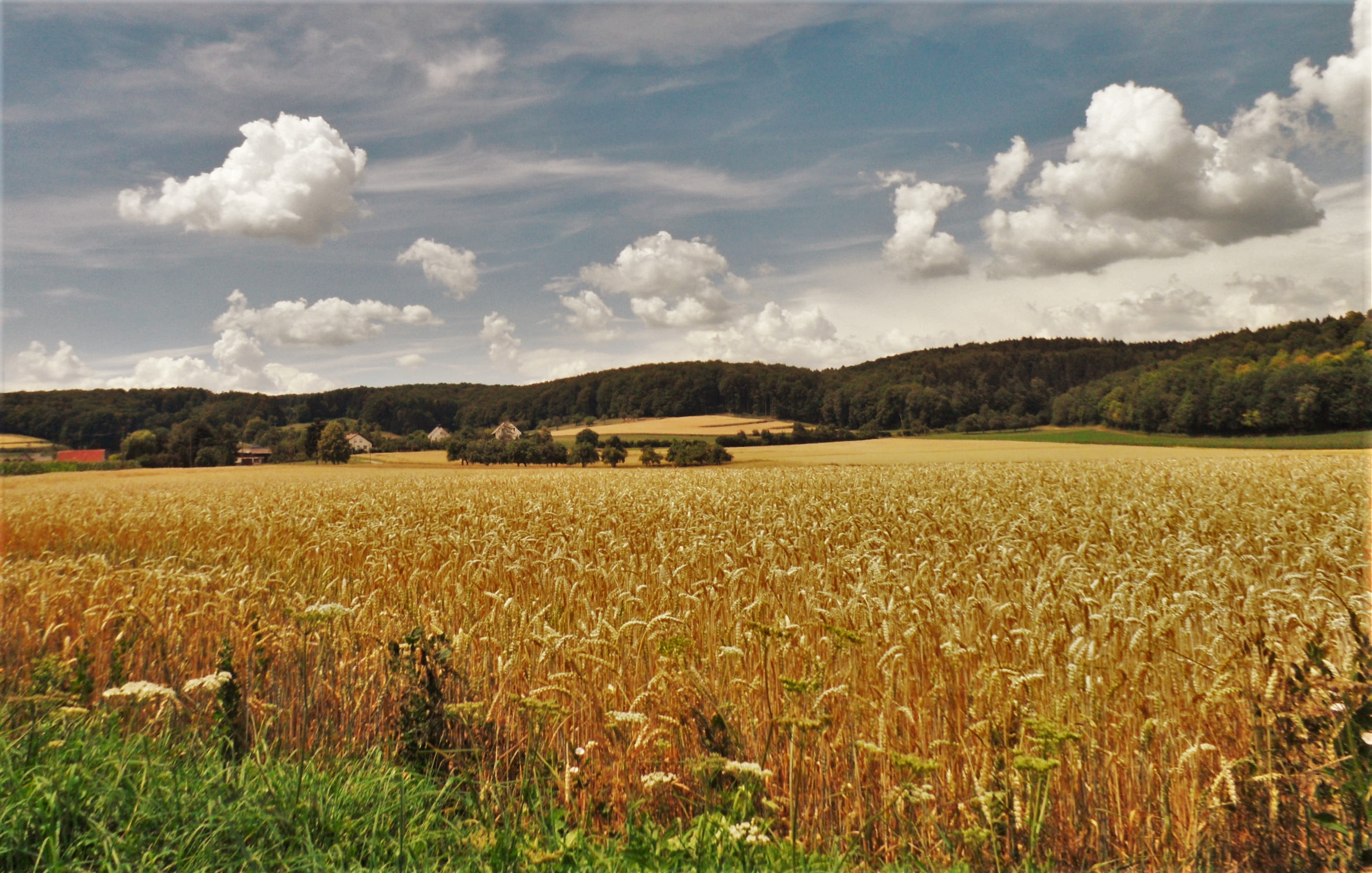
Die reifen Kornfelder von Oberwilzingen.

Seit 2018 existieren nur noch zwei landwirtschaftliche Großbetriebe, die die Felder bewirtschaften und Getreide und Mais nach heutigen Grundsätzen anbauen. So wird einerseits Schlachtvieh (Bullen) herangezogen, andererseits Milch erzeugt. Auch Biogas gehört in Oberwilzingen heute zu den landwirtschaftlich erzeugten Produkten.
1990 wurde in Oberwilzingen die Firma Stiehle gegründet, diese befasst sich mit der Planung und Herstellung von Küchen- und Badeinrichtungen. Das stetig sich weiterentwickelnde und vergrößernde Unternehmen ist deutschlandweit aktiv und beschäftigt ca. 60 Mitarbeiter. Auch intelligente Energietechnologien (Naturenergie) gehören zu den Schwerpunkten des Unternehmens mit Stammsitz in Oberwilzingen.

## Abgaben an das Kloster Zwiefalten
Während der etwa 400-jährigen Zugehörigkeit des Dorfs zum Kloster Zwiefalten bis 1802 waren die Bauern zu Abgaben an das Kloster verpflichtet. Das bedeutete, dass festgesetzte Anteile der Ernte ihrer Felder dem Kloster gehörten. Erhoben wurde von vielen Feldern der sogenannte Zehnt, also ein Zehntel der Ernte. Von anderen Feldern wurde die sogenannte Landgarbe erhoben, bei der z. B. jede 4. Garbe der Getreideernte dem Kloster übergeben werden musste.

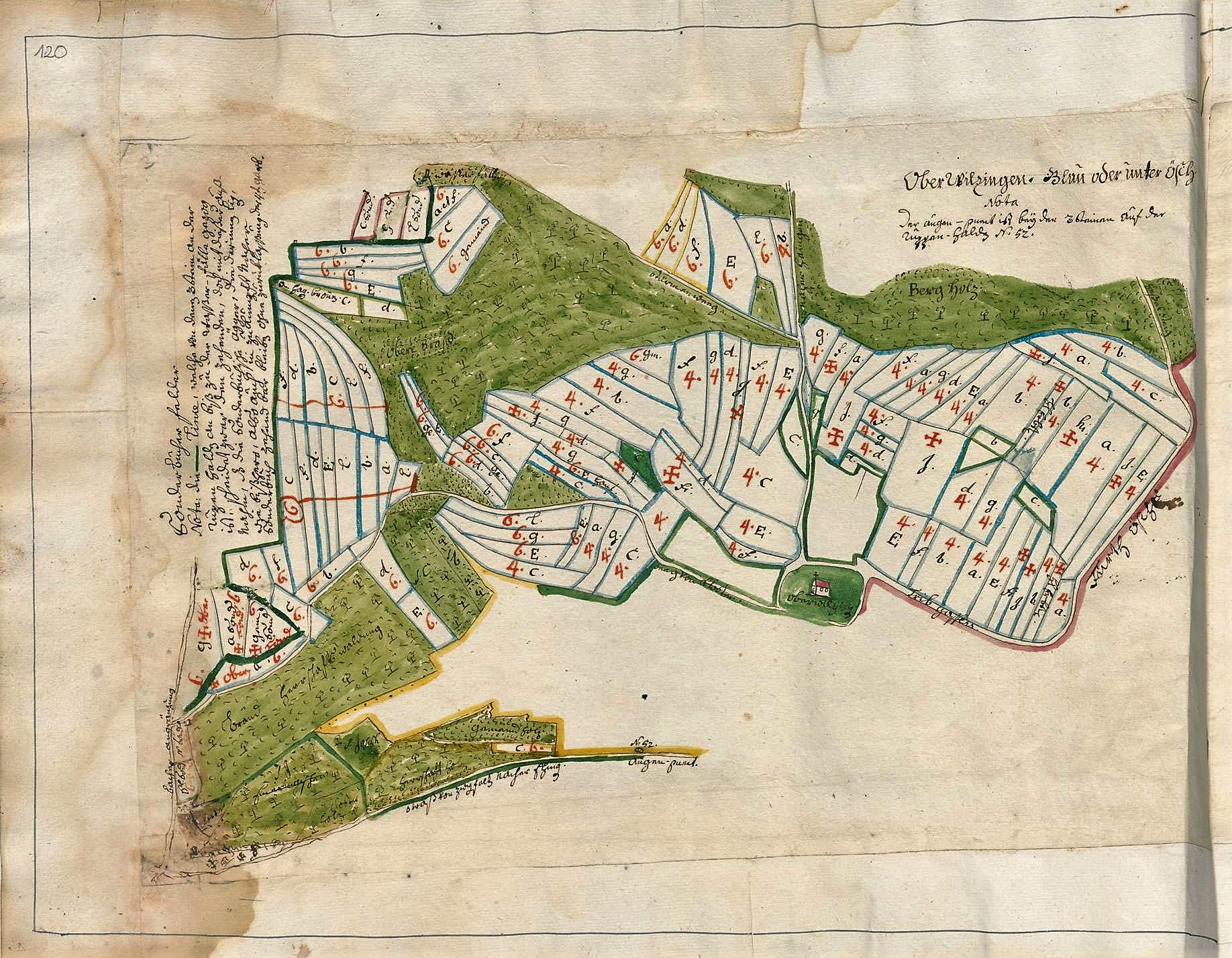
Eine der vier Feldflur-Karten von Oberwilzingen, die Pater Placidus Wescher 1776 erstellte zur Festlegung der Getreideabgaben an das Kloster Zwiefalten.

Um die dem Kloster von jedem Feld abzugebenden Anteile eindeutiger zu definieren, wurden sog. Feldflur-Karten angefertigt, also handgezeichnete Landkarten. Pater Placidus Wescher, ein Zwiefalter Mönch, hat für die meisten der 23 zum Kloster Zwiefalten gehörenden Dörfer solche Feldflur-Karten gezeichnet, die im Hauptstaatsarchiv Stuttgart wegen ihrer Bedeutung für die Entwicklung der Kartographie aufbewahrt werden. Darin ist mit Farben, Buchstaben, Zahlen usw. festgelegt, wie viel die Besitzer der einzelnen Parzellen an das Kloster abzugeben haben. 1776 hat der Pater vom Bereich Oberwilzingen vier zusammengehörige Feldflur-Karten angefertigt, in denen zur Orientierung auch jeweils die Ortskapelle eingezeichnet ist.

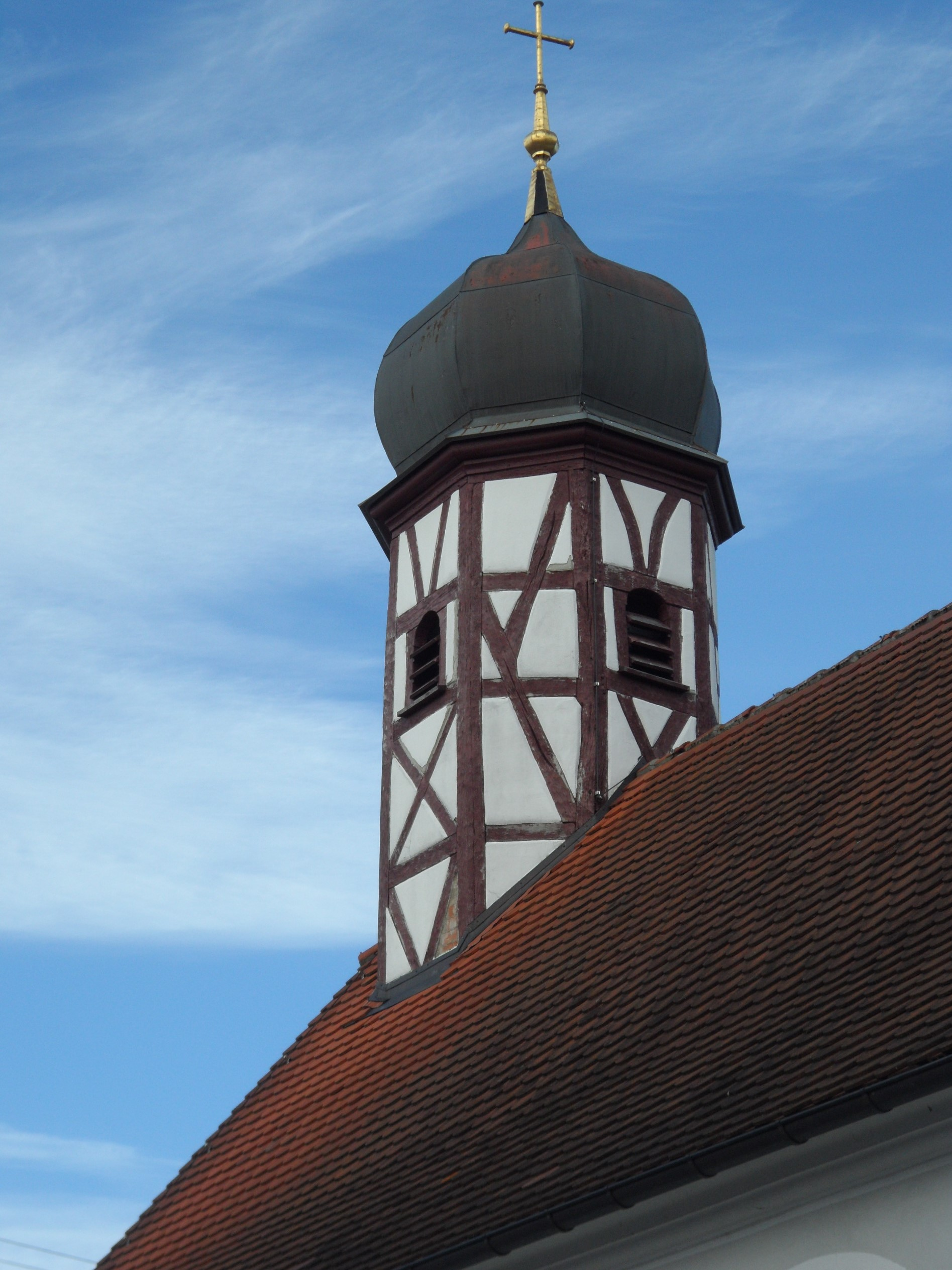
Turm der Kapelle St. Jakobus.

## Religion
Oberwilzingen ist römisch-katholisch geprägt. Das Dorf ist der Seelsorgeeinheit Zwiefalter Alb im Dekanat Reutlingen-Zwiefalten der Diözese Rottenburg-Stuttgart angeschlossen.

## Die Kapelle St. Jakobus
Das Wahrzeichen von Oberwilzingen ist die in Ortsmitte liegende barocke Kapelle St. Jakobus, die 1736 vom Kloster Zwiefalten erbaut wurde und heute der Katholischen Kirchengemeinde Hayingen gehört. Die Kapelle steht unter Denkmalschutz.

## Besonderheiten in Oberwilzingen

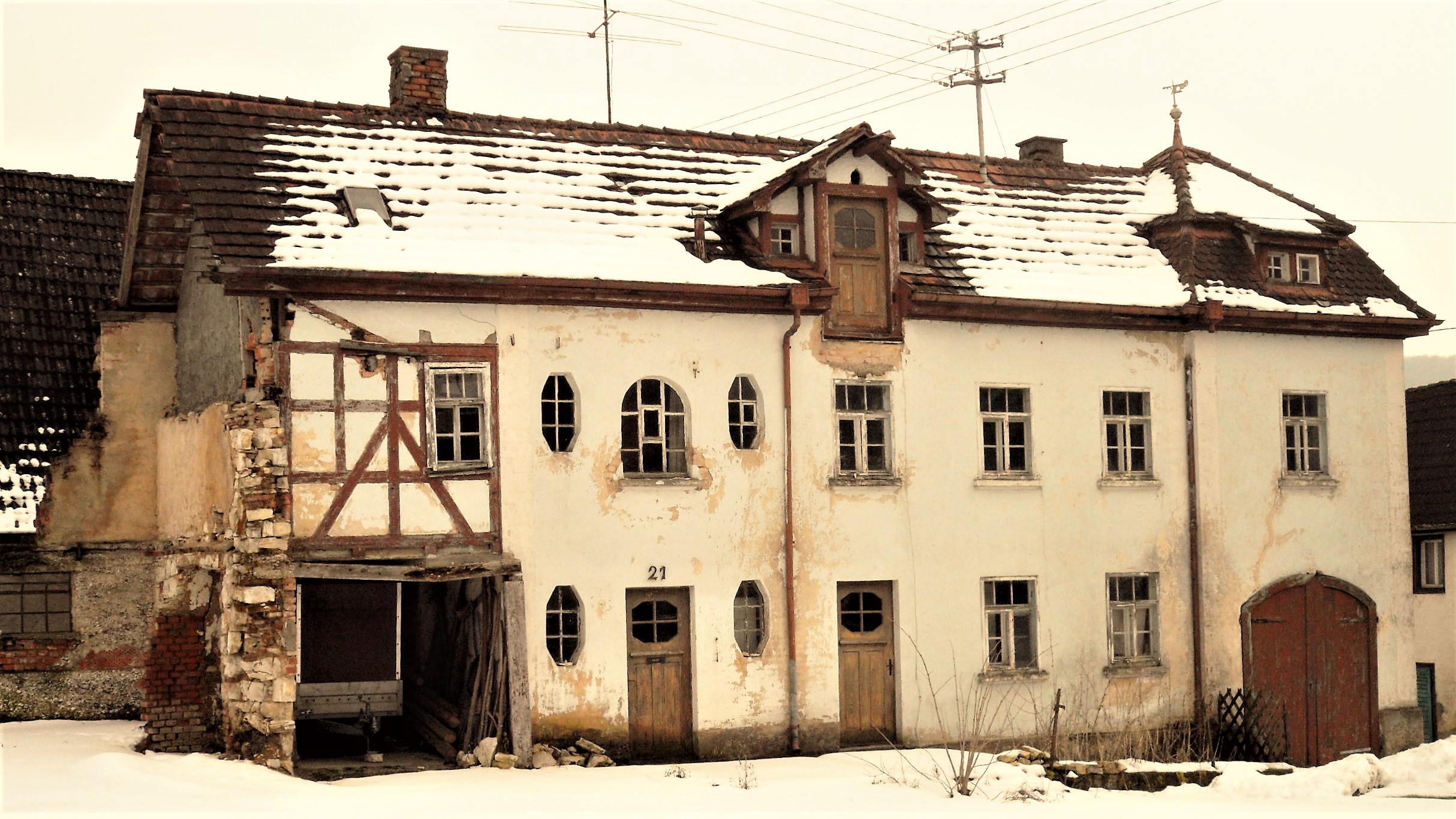
Das sog. Klösterle. Vermutlich einstige Unterkunft der Zwiefalter Klosterverwalter.

Über die Vergangenheit des sog. Klösterles an der oberen Ortsstraße ist wenig bekannt. Patres der Aachener Mission haben wohl zuletzt darin gewohnt. Zuvor soll es als Herrschaftliches Jägerhaus genutzt worden sein. Vermutlich war es aber ursprünglich die Unterkunft der Zwiefalter Klosterverwalter. Das eindrucksvolle, heute ungenutzte Bauwerk ist in Privatbesitz und steht nicht unter Denkmalschutz. Seine zukünftige Verwendung nach einer gründlichen Restaurierung ist ungeklärt.
Die historische Zehntscheuer am Kapellenplatz ist heute in Privatbesitz und steht unter Denkmalschutz.
Im Öschle steht auf einem beschrifteten Steinsockel ein Gusseisernes Kruzifix. Es wurde 1885 von Franz Anton Müller und seiner Frau Franziska gestiftet und steht unter Denkmalschutz.
Im Volksmund werden die Oberwilzinger Bürger gerne „Hertbrennte“ (Hartgebrannte) genannt, die Unterwilzinger „Heckenfloher“. Die Hayinger Bürger haben den Spitznamen „Dorschen“ (Steckrüben).